# ICHIRO-VERSUS
ICHIRO-VERSUS（イチロー・ヴァーサス）は、讀賣テレビ放送（ytv）とBS日テレで2007年4月から2008年3月まで放送したミニトーク番組である。

## 概要
同番組は2006年度に放送された「ICHIRO-MONDOW 〜Two Chairs〜」の続編。シアトル・マリナーズのイチロー選手が司会を務め、毎回多彩なゲストを交えてキーワードに沿った連想トークを繰り広げるほか、心理学的に解剖したゲームも実施するなど、イチローとゲストの意外な交友関係を明らかにしていくことにしている。

なお、「ICHIRO-MONDOW 〜Two Chairs〜」と同様にブロードバンドサイトであるフレッツ・スクウェアの「イチローBBonフレッツ」でも配信されている（TV放送版とは別にフレッツ配信版がある）。また、gooでも配信されるようになった。

## 放送日時
- ytv（近畿広域圏）　毎週水曜日（2007年9月までは土曜日）21:54～22:00（JST）
- BS日テレ　毎週金曜日21:54～22:00（JST）

## 協賛スポンサー
- NTT西日本

## ゲスト
（放送日はytv基準）
1. 2007年04月07日 清原和博（オリックス・バファローズ）（テーマ「MONDOW 野球」）
2. 2007年04月14日 浅野忠信（テーマ「BONNDOW ～煩悩～ 心理テスト」）
3. 2007年04月21日 常盤貴子（テーマ「MONDOW 出会い」）
4. 2007年04月28日 清原和博（問答：テーマ「BONNDOW ～煩悩～ 心理テスト」）
5. 2007年05月05日 ピーター（テーマ「MONDOW 男らしさ」）
6. 2007年05月12日 川村ゆきえ（テーマ「BONNDOW ～煩悩～ 心理テスト」）
7. 2007年05月19日 茂木健一郎（テーマ「MONDOW 記憶」）
8. 2007年05月26日 清原和博（テーマ「BONNDOW ～煩悩～ 心理テスト」）
9. 2007年06月02日 浅野忠信（テーマ「MONDOW 表現」）
10. 2007年06月09日 常盤貴子（テーマ「BONNDOW ～煩悩～ 心理テスト」）
11. 2007年06月16日 清原和博（テーマ「MONDOW 現役」）
12. 2007年06月23日 ピーター（テーマ「BONNDOW ～煩悩～ 心理テスト」）
13. 2007年06月30日 川村ゆきえ（テーマ「MONDOW ファン」）
14. 2007年07月07日 茂木健一郎（テーマ「BONNOW ～煩悩～ 心理テスト」）
15. 2007年07月14日 浅野忠信（テーマ「MONDOW 世界」）
16. 2007年07月21日 常盤貴子（テーマ「BONNDOW ～煩悩～ 心理テスト」）
17. 2007年07月28日 ピーター（テーマ「MONDOW ステージ」）
18. 2007年08月04日 川村ゆきえ（テーマ「BONNOW ～煩悩～ 心理テスト」）
19. 2007年08月11日 茂木健一郎（テーマ「MONDOW 研究」）
20. 2007年08月25日 浅野忠信（テーマ「BONNDOW ～煩悩～ 心理テスト」）
21. 2007年09月01日 常盤貴子（テーマ「MONDOW 美しさ」）
22. 2007年09月08日 ピーター（テーマ「BONNDOW ～煩悩～ 心理テスト」）
23. 2007年09月15日 川村ゆきえ（テーマ「MONDOW 大人」）
24. 2007年09月22日 茂木健一郎（テーマ「BONNDOW ～煩悩～ 心理テスト」）
25. 2007年09月29日 特別編（テーマ「MONDOW-WORDS ～名言集～ プロフェッショナル」）
26. 2007年10月10日 特別編（テーマ「MONDOW-WORDS ～名言集～ 現役」）
27. 2007年10月17日 特別編（テーマ「MONDOW-WORDS ～名言集～ 年間最多安打」）
28. 2007年10月24日 特別編（テーマ「MONDOW-WORDS ～名言集～ オールスターMVP」）
29. 2007年10月31日 特別編（テーマ「MONDOW-WORDS ～名言集～ 200本安打」）
30. 2007年11月07日 特別編（テーマ「MONDOW-WORDS ～名言集～ メジャーデビュー」）
31. 2007年11月14日 特別編（テーマ「MONDOW-WORDS ～名言集～ ゴールドグラブ賞」）
32. 2007年11月21日 和田アキ子（テーマ「MONDOW 生き甲斐」）
33. 2007年11月28日 深田恭子（テーマ「BONNDOW ～煩悩～ 心理テスト」）
34. 2007年12月05日 小林幸子（テーマ「MONDOW こだわり」）
35. 2007年12月12日 三村マサカズ（テーマ「BONNDOW ～煩悩～ 心理テスト」）
36. 2007年12月19日 和田アキ子（テーマ「TWO　QUESTIONS」）
37. 2007年12月26日 小林幸子（テーマ「BONNDOW ～煩悩～ 心理テスト」）
38. 2008年01月09日 深田恭子（テーマ「MONDOW 個性」）
39. 2008年01月16日 三村マサカズ（テーマ「TWO　QUESTIONS」）
40. 2008年01月23日 和田アキ子（テーマ「BONNDOW ～煩悩～ 心理テスト」）
41. 2008年01月30日 小林幸子（テーマ「MONDOW スター」）
42. 2008年02月06日 深田恭子（テーマ「BONNDOW ～煩悩～ 心理テスト」）
43. 2008年02月13日 三村マサカズ（テーマ「MONDOW ライバル」）
44. 2008年02月20日 和田アキ子（テーマ「BONNDOW ～煩悩～ 心理テスト」）
45. 2008年02月27日 小林幸子（テーマ「TWO　QUESTIONS」）
46. 2008年03月05日 深田恭子（テーマ「MONDOW 成長」）
47. 2008年03月12日 三村マサカズ（テーマ「BONNDOW ～煩悩～ 心理テスト」）
48. 2008年03月19日 和田アキ子（テーマ「MONDOW 夢」）
49. 2008年03月26日 深田恭子（テーマ「MONDOW 成長」）